# Список керівників держав 784 року
Список керівників держав 784 року — це перелік правителів країн світу 784 року.
Список керівників держав 783 року — 784 рік — Список керівників держав 785 року — Список керівників держав за роками

## Європа
- Абазгія — Леон II (768—828)
- Айлех — Маел Дуїн мак Аедо Аллайн (770—788)
- Айргіалла — до 825 невідомо
- Королівство Східна Англія — Етельред (760—790)
- Королівство Астурія — Маурегато (783—789)
- Перше Болгарське царство — Кардам (777—802)
- Брихейніог — Гріфід ап Ноуї (770—805)
- Волзька Болгарія — Тукий (765—815)
- Венеційська республіка — дож Мауріціо Гальбайо (764—787)
- Вессекс — Кіневульф (757—786)
- Візантійська імперія — Костянтин VI Сліпий (780—797)
  - Неаполітанське герцогство — Григорій II (766—794)
- Королівство Гвент — Артуір ап Фернфел (775—810)
- Гвікке — елдормени до 796 невідомі.
- Королівство Гвінед — Карадог ап Мейріон (754—798)
- Дал Ріада — Костянтин I (781—820)
- конунґ данів — Раґнар Лодброк (775?—785)
- Дівед — Маредід ап Теудос (760—798)
- Думнонія — король Освальд ап Коврдоллі (757—790)
- Королівство Ессекс — Сігерік (758—798)
- Іберійське князівство — Стефаноз III (779—786)
- Ірландія — верховний король Доннхад Міді мак Домнайлл (775—797)
- Карантанія — Валтунк (772—786)
- Королівство Кент — Еґберт II (765—784); Елмунд (784—785)
- Кордовський емірат — Абдаррахман I (756—788)
- Король Ломбардії Піпін Італійський (781—810)
  - Князівство Беневентське — Арехіз II (774—787)
  - Сполетське герцогство — Гільдепранд (774—789)
  - Герцогство Фріульське — Маркарій (776—787)
- Ленстер — Руайдрі мак Фаелайн (776—785)
- Мерсія —Оффа (757—796)
- Морганнуг — Ріс ап Ітел (755—785)
- Коннахт — Тіпрайте МакТайдг (782—786)
- Мунстер — Маел Дуїн мак Аедо (769—786)
- Німеччина:
  - Герцогство Баварія — Тассілон III (753—788)
  - Архіжпископ Зальцбурга — Арно (784—821)
- Король піктів — Друст VIII (782—787)
- Королівство Нортумбрія — Ельфвалд І (779—786)
- Королівство Повіс — Кадел ап Брохфел (773—808)
- Королівство Сассекс — Осмунд (757—792)
- Сейсіллуг — Артен ап Сейсілл (740—807)
- Стратклайд — Рідерх II ап Еугейн (780—798)
- Улад — Фіахне мак Аедо Ройн (750—789)
  - Конайлле Муйрхемне — Слуагадах мак Варгалайг (765—789)
  - Ві Ехах Кобо — Еоху мак Айлілла (776—801)
- Король Міде — Доннхад Міді мак Домнайлл (766—797)
- Франкське королівство — Карл I Великий (768—814)
  - Герцогство Васконія — герцог Васконії та Аквітанії Аделрік (778/781-800)
  - Бретонська марка — до 799 невідомо
  - Графство Тулуза — Торсон Тулузький (778—790)
- Фризьке королівство — Радбод II (760—792)
- Хозарський каганат — бек-мелех до 790 невідомий
- Швеція — Раґнар Лодброк (770—785)
- Святий Престол; Папська держава — папа римський Адріан I (772—795)
- Вселенський патріарх — Павло IV Новий (780—784); Тарасій (784—806)
  - Тбіліський емірат — до 813 невідомо

## Азія
- Близький Схід:
  - Багдадський халіфат — Мухаммад ібн Мансур аль-Махді (775—785)
    - Вірменський емірат — Осман ібн Умара (783—785)
    - Дербентський емірат — Язід I (760-бл. 786)
- Індія:
  - Західні Ганги — Шріпуруша (726—788)
  - Камарупа — до 815 точна хронологія невідома
  - самраат Кашмірської держави Джаяпіда Вінаядітья (779—813)
  - Імперія Пала — Дгармапала (770—810)
  - Династія Паллавів — Нандіварман II (731—796)
  - Держава Пандья — Джатіла Парантака (765—815)
  - Раджарата — раджа Аггабодхі VII (781—787)
  - Раштракути — Дхрува (780—793)
  - Саканбарі — нріпа Дурлабхараджа I (784—809)
  - Східні Чалук'ї — Вішну-вардхан IV (772—808)
- Індонезія:
  - Матарам — Дхараніндра (775—800)
  - Шривіджая — Джаянаша (771/775-802)
- Китай:
  - Династія Тан — Де-цзун (779—805)
  - Тибетська імперія — Тисрондецан (755—797)
- Наньчжао — Мен Імоусюнь (779—808)
- Корея:
  - Об'єднана Сілла — ісагим (король) Сондок (III) (780—785)
  - Пархе — Мун-ван (737—793)
- Паган — король Шве Хмаук (762—785)
- Середня Азія:
  - Бухархудати — Абу Ісхак Ібрагім (783—785/809)
  - Уйгурський каганат — каган Альп Кутлуг Більге-каган (780—789)
- Ченла — Махипитаварман I (780—789)
- Японія — Імператор Камму (781—806)

## Африка
- Аксумське царство — Ода Гош (774—787)
- Аббасиди — Мухаммад ібн Мансур аль-Махді (775—785)
  - Берегвати — Саліх ібн Таріф (744—до 792?)
  - Некор (емірат) — Саїд I ібн Ідрис (760—803)
- Макурія — до 785 невідомо
- Мідрариди — Абу'л-Касім Самгу (772—785)
- Рустаміди — Абд ар-Рахман ібн Рустам (777/778—784/787)

## Північна Америка
- Мутульське царство — Тан-Te'-K'ініч (770—802)
- Баакульське царство — К'ініч-К'ук'-Балам II (764 — після 783/799?)
- Шукуупське царство — Яш-Пасах-Чан-Йо'паат (763 — після 810)
- Яшчилан — Іцамнаах-Б'алам IV (768—800?)
- Царство Цу'со — К'ак'-Тілів-Чан-Йо'паат (725—785)